# Relaciones China-Islas Salomón
Las relaciones China-Islas Salomón son las relaciones bilaterales existentes entre la República Popular China y las Islas Salomón.
Las Islas Salomón y la República Popular China (RPC) establecieron relaciones diplomáticas oficiales en 2019. Antes de esto, las Islas Salomón tenían relaciones diplomáticas con la República de China (ROC) más conocida como Taiwán.
El actual embajador de China en las Islas Salomón es Li Ming. El embajador de las Islas Salomón en China es John Moffat Fugui.

## Historia
Las Islas Salomón se convirtieron en un país independiente del Reino Unido en 1978. En 1983, estableció relaciones diplomáticas con la República de China (ROC). En 2019, Manasseh Sogavare fue elegido primer ministro de las Islas Salomón y siguió la política de cambiar las relaciones diplomáticas de la República de China a la República Popular China. The Guardian informó que los parlamentarios de las Islas Salomón afirmaron que China había ofrecido grandes cantidades de dinero en sobornos para apoyar el cambio.
En abril de 2022, ambos países firmaron un pacto de cooperación en seguridad.

## Actividades
Según los informes, toda la isla de Tulagi formaba parte de un acuerdo para permitir que fuera arrendada a la República Popular China, incluso para asuntos militares; sin embargo, el acuerdo se declaró ilegal y no se llevó a cabo.
En 2022 se reveló a la prensa un borrador de un posible acuerdo de seguridad entre las Islas Salomón y China. Incluía permitir que el Ejército Popular de Liberación tuviera personal en las islas, para proteger a los ciudadanos chinos y los proyectos chinos, así como permitir que la existencia de buques de guerra para visitar las islas, para atracar y para reabastecerse. El gobierno de Australia, siendo vecino de las Islas Salomón y rival estratégico de China, expresó su gran preocupación por este desarrollo. En particular, a Australia y algunos de sus aliados les preocupaba que esto pudiera ser el comienzo de la instalación de bases militares chinas permanentes cerca de la esfera de influencia australiana.